# Política exterior de la Segunda República polaca
La Segunda República Polaca (1918-1939) tuvo una existencia complicada. Fronteriza con Alemania, Checoslovaquia, Rumanía, la Unión Soviética, Letonia y Lituania, sus relaciones con la mayoría de estos países fue tirante durante todo el periodo de su existencia hasta su desaparición en la Segunda Guerra Mundial.

## Características generales

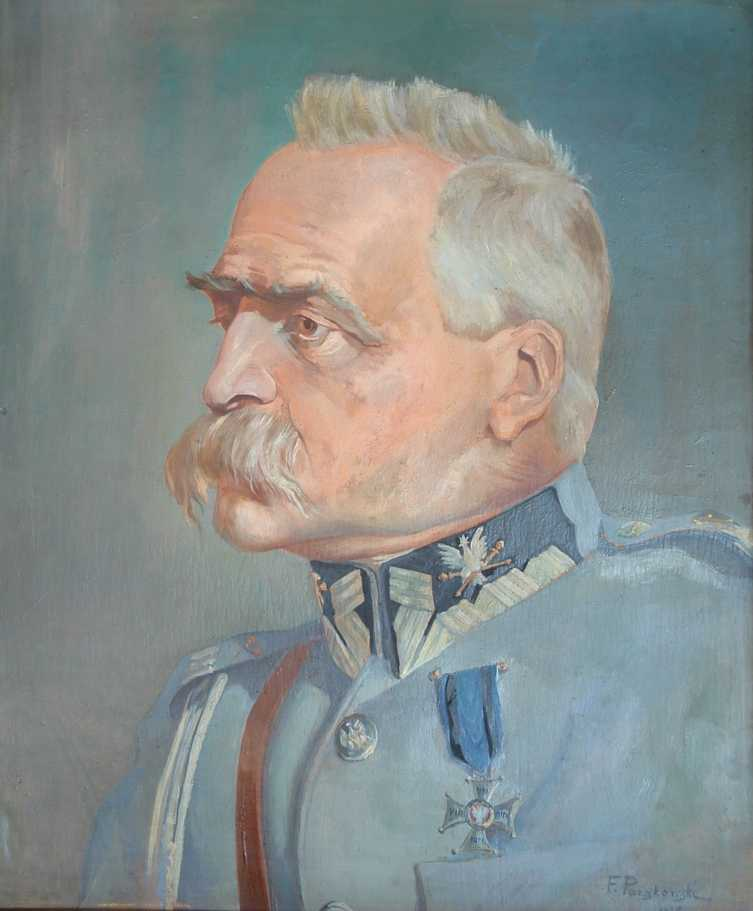
Piłsudski, héroe de la independencia polaca y dictador de facto del país desde 1926 a 1934.

Desde el golpe de Estado de mayo de 1926 hasta su muerte, la política exterior del país quedó en manos de una de sus figuras más destacadas, el mariscal Józef Piłsudski. Su política tuvo dos fases principales, una primera de gran cercanía a Francia, aliado principal de Polonia y paladín de los tratados de paz que habían devuelto la independencia a Polonia; y una segunda de mayor distanciamiento y una mayor cercanía a Alemania tras el comienzo de la política franco-británica de concesiones a los germanos.

Mapa político de Polonia en entreguerras con sus vecinos.

## Alianza con Francia y distanciamiento de Gran Bretaña
Francia y Polonia habían firmado un tratado de alianza y ayuda militar mutua en febrero de 1921. Además, en octubre de 1925, con motivo de la firma de los Tratados de Locarno y con el fin de apaciguar las inquietudes de Checoslovaquia y Polonia por los mismos, Francia aprobó garantías para ambos países, también de carácter recíproco.
Francia no logró, sin embargo, arrastrar a Reino Unido en sus alianzas con países de la Europa oriental, menguando así el valor para Polonia de la alianza francesa, que no podía por sí sola mantener a Alemania en la debilidad que convenía a Polonia. Reino Unido se oponía a mantener alianzas en el este europeo o a garantizar las fronteras definidas en los tratados de paz de 1919.
La política francesa hacia Polonia, sin embargo, cambió paulatinamente desde 1924. Buscando el apoyo británico y el acuerdo con Alemania, Francia pareció dispuesta a hacer concesiones a cuenta de Polonia, como declaró el ministro de exteriores francés al embajador alemán en 1925. Locarno pareció dar a los alemanes la posibilidad de modificar sus fronteras orientales a cambio de garantizar a Francia, que supeditaba su ayuda a Polonia en caso de sufrir un ataque a la aprobación de la Sociedad de Naciones, famosa por la lentitud de sus decisiones.
La segunda mitad de la década de 1920 fue de paulatino distanciamiento entre franceses y polacos. La evacuación del Ruhr, la disolución de la comisión de control de desarme alemán en 1927, los repetidos intentos de reducir los compromisos con Polonia y el comienzo de la construcción de la Línea Maginot fueron vistos con malos ojos por los responsables políticos polacos.
En 1931, el primer ministro francés, Pierre Laval, calificaba el Corredor polaco como una "monstruosidad". En octubre el ministro de las fuerzas aéreas les recomendaba la devolución de Danzig y del Corredor a Alemania. En diciembre de 1932 Francia y Gran Bretaña admitían el principio de igualdad de armamentos para Alemania, a pesar de las protestas polacas.
Tras el acercamiento a Alemania que se selló con el pacto de no agresión el 26 de  enero de 1934, Piłsudski siguió manteniendo su disposición a cooperar estrechamente con Francia si esta "iniciaba una política activa hacia Alemania".

## Tensión con Checoslovaquia, la disputa por Teschen
El Ducado de Teschen había pertenecido históricamente a la Corona de Bohemia pero, ya a comienzos del siglo XX, estaba poblado mayoritariamente por polacos. El territorio fue reclamado en la Conferencia de Paz de París por Checoslovaquia por sus minas de carbón, su industria y como nudo de comunicaciones, alegando al mismo tiempo razones históricas (pertenencia a Bohemia desde el siglo XIV), económicas (las únicas minas de carbón de calidad que poseería Checoslovaquia, mientras que Polonia tendría excedentes) y estratégicas (nudo de comunicaciones entre las provincias checas y Eslovaquia). Polonia basaba su petición de anexión por la cultura de la mayoría de la población del Ducado. En enero de 1919 los checos trataron sin éxito de apoderarse del Ducado por la fuerza, debilitando su posición en París. Durante la Guerra Polaco-Soviética, los apuros de Polonia permitieron a los checoslovacos hacerse con el control del territorio, que fue asignado por los Aliados, para disgusto de Polonia, que vio la actitud de Checoslovaquia como un chantaje. Esta disputa y alguna otra menor hicieron que las relaciones entre los dos países, aliados ambos de Francia, fuesen de desconfianza. Checoslovaquia dudaba de la estabilidad de la frontera germano-polaca y Polonia de la supervivencia de Checoslovaquia.
Incluso en los años 1930, tras el resurgir del poderío alemán, una amenaza para las dos naciones, la actitud entre ellos era de hostilidad. El 30 de septiembre de 1939, aprovechando la situación de tensión entre Alemania y Checoslovaquia, Polonia recuperó el territorio perdido en 1920 mediante un ultimátum de doce horas que los checoslovacos aceptaron.

## Alianza antisoviética con Rumanía
Polonia compartía animadversión hacia el estado ruso, del que Rumanía había conseguido Besarabia tras la Primera Guerra Mundial aprovechando la guerra civil, y hacia el sistema comunista soviético. Así, ambos países firmaron un acuerdo de defensa ante un posible ataque soviético en marzo de 1921. La alianza de ambos países no se extendía a otros posibles atacantes como podía serlo Alemania de Polonia o Hungría de Rumanía.

## Enemistad con la Unión Soviética
En julio de 1932 se firmó un pacto de no agresión entre los dos países.

## Rivalidad con Alemania

La Ciudad Libre de Danzig y el "corredor polaco", dos de los territorios en disputa con Alemania.

Desde la fundación de la república hasta mediados de 1933 las relaciones entre la Alemania y Polonia habían sido malas. Alemania había sido hostil al nuevo estado polaco y había reclamado la devolución de Danzing, del "Corredor polaco" y de la parte de Silesia incluida en la república polaca. La devolución de estos territorios era requisito para la mejora de relaciones entre ambos países desde el punto de vista alemán. Para Polonia, esas concesiones suponían la dependencia económica y, como consecuencia, política de Alemania y fueron rechazadas.
Los Tratados de Locarno debilitaron la posición de Polonia, al garantizar las fronteras occidentales de Alemania pero no las orientales, dando la sensación de ofrecer a esta la posibilidad de revisar a su favor estas fronteras. Francia, el tradicional aliado y pilar de la defensa de Polonia, parecía estar cada vez más dispuesta a lograr un acuerdo con Alemania sacrificando para ello a Polonia.
Tras el ascenso a la cancillería de Adolfo Hitler, la situación de Polonia empeoró al encontrarse al frente de la política alemana un nacionalista radical. La sospecha del caudillo polaco Józef Piłsudski de la disposición de franceses y británicos a llegar a un acuerdo con Alemania a expensas de Polonia llevó a este a cambiar la política exterior polaca, distanciándose parcialmente de Francia e intentando lograr un acuerdo con Hitler que mantuviese en lo posible la situación entre los dos países (1934).
El acuerdo con Alemania se unía además al acuerdo de no agresión firmado dos años antes con la otra potencia vecina, la Unión Soviética. La política de equilibrio entre los dos grandes vecinos de Polonia, intentando lograr relaciones correctas pero sin alianzas con ninguno de ellos, se mantuvo durante el régimen de  Piłsudski y tras su muerte, perpetuada por su sucesor al frente de la política exterior polaca en los años 1930, Józef Beck.